# Cristallografia a raggi X

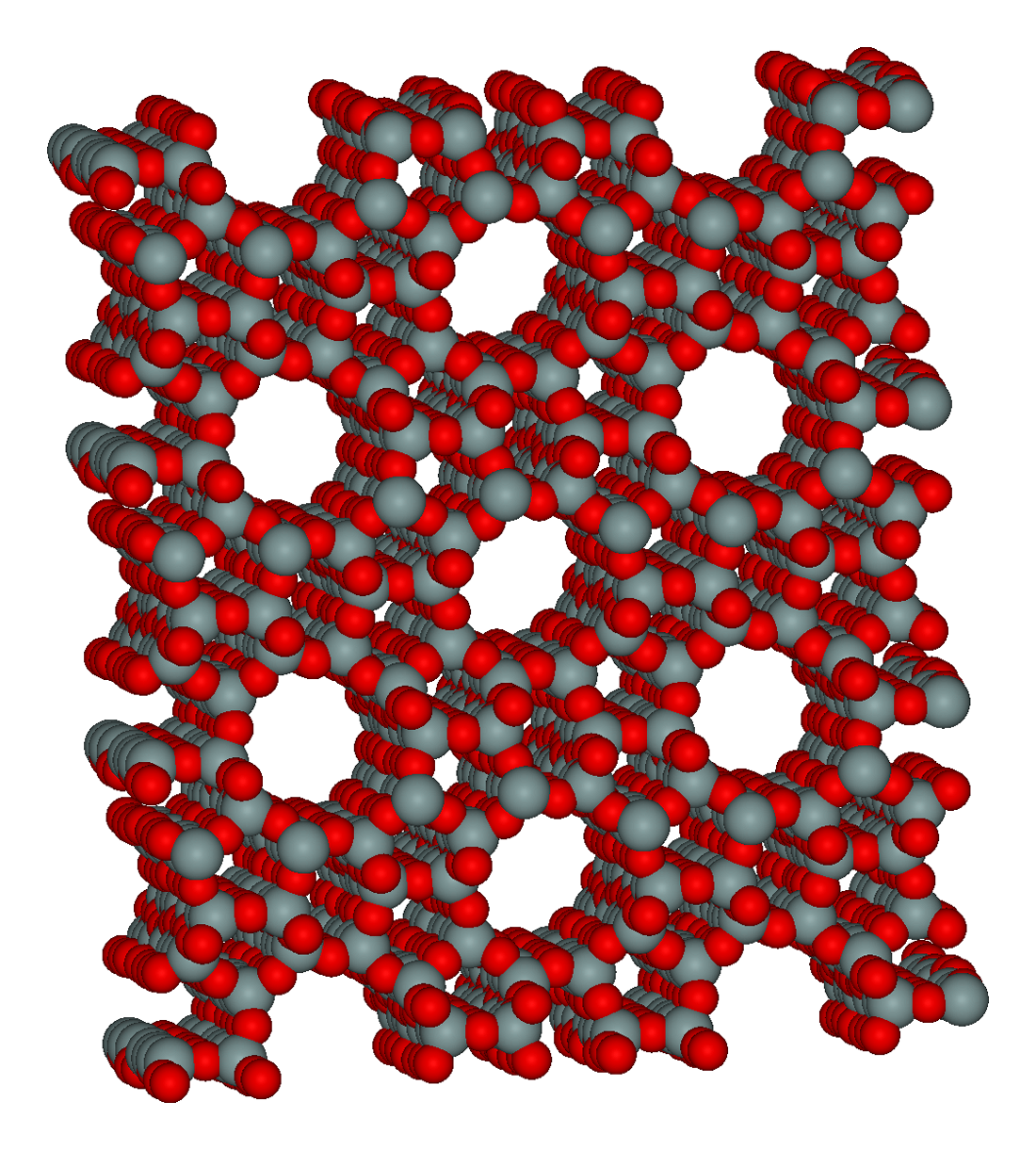
La cristallografia a raggi X può localizzare ogni atomo nella zeolite, un alluminosilicato utilizzato in applicazioni come la purificazione dell'acqua.

La cristallografia a raggi X è una tecnica della cristallografia in cui l'immagine, prodotta dalla diffrazione dei raggi X attraverso lo spazio del reticolo atomico in un cristallo, viene registrata e quindi analizzata per rivelare la natura del reticolo. In genere, questo porta a determinare il materiale e la struttura molecolare di una sostanza.

## Teoria
Lo spazio nel reticolo cristallino può essere determinato con la legge di Bragg. Gli elettroni che circondano gli atomi, piuttosto che i nuclei degli atomi stessi, sono le particelle che interagiscono fisicamente con i fotoni dei raggi X.
Nella cristallografia a raggi un fascio di raggi X colpisce il cristallo stesso e viene quindi diffratto in direzioni specifiche. A seconda degli angoli e dell'intensità di questi raggi diffratti un cristallografo può produrre un'immagine tridimensionale della densità di elettroni nel cristallo. Da questa è possibile ricavare la posizione media degli atomi, così come i loro legami chimici ed altre informazioni.
Dato che numerose molecole organiche, inorganiche e biologiche formano cristalli (tra questi, ad esempio, i sali, i metalli e i semiconduttori) la cristallografia è utilizzata in numerose applicazioni scientifiche in campi differenti. Nel primo decennio di utilizzo questo metodo ha permesso di determinare la grandezza degli atomi, la lunghezza ed il tipo dei legami chimici e lo studio su scala atomica delle differenze tra i vari materiali in particolare metalli e leghe. Questa tecnica ha anche permesso di studiare la struttura ed il funzionamento di molte molecole biologiche, inclusi vitamine, proteine e acidi nucleici come quelli presenti nel DNA. L'applicazione della diffrazione dei raggi X nella ricerca sulla catalisi eterogenea è molto importante. Si va dall'identificazione delle fasi dei materiali solidi all'evidenza delle interazioni metallo-supporto. Le misurazioni in situ forniscono informazioni molto importanti sulla stabilità della struttura cristallina durante la reazione catalitica. 

## Utilizzo
La cristallografia a raggi X è ancora il metodo principalmente utilizzato per la caratterizzazione atomica dei nuovi materiali e per differenziare materiali che appaiono simili ad altre tecniche di indagine. La struttura cristallina ottenuta dai raggi X può spiegare la presenza di inusuali proprietà elastiche ed elettroniche in un materiale.
In una misura di diffrazione a raggi X un cristallo è montato su un goniometro e gradualmente ruotato mentre viene bombardato con raggi X che producono una figura di diffrazione di punti regolarmente spaziati. Se il cristallo è troppo piccolo o non omogeneo questo risulta in una bassa risoluzione dell'immagine.
La cristallografia a raggi X è uno dei metodi per determinare le strutture atomiche insieme allo scattering di elettroni o neutroni. Se non si possono ottenere cristalli di grandezza sufficiente è possibile applicare altre tecniche a raggi X per ottenere informazioni meno dettagliate sul cristallo come la diffrazione di raggi X su fibra, la diffrazione da polveri e la tecnica SAXS (small-angle X-ray scattering). Se il materiale da esaminare è disponibile solo in forma di polveri nanocristalline o soffre di bassa cristallinità possono essere applicati i metodi della cristallografia elettronica per la determinazione della struttura atomica.
Per tutti i metodi menzionati qui sopra lo scattering è elastico; i raggi X diffratti hanno la stessa lunghezza d'onda di quelli incidenti. Per contro metodi di scattering inelastico di raggi X sono utilizzati per studiare gli stati eccitati di un campione.